# Aeolian Hall (New York)

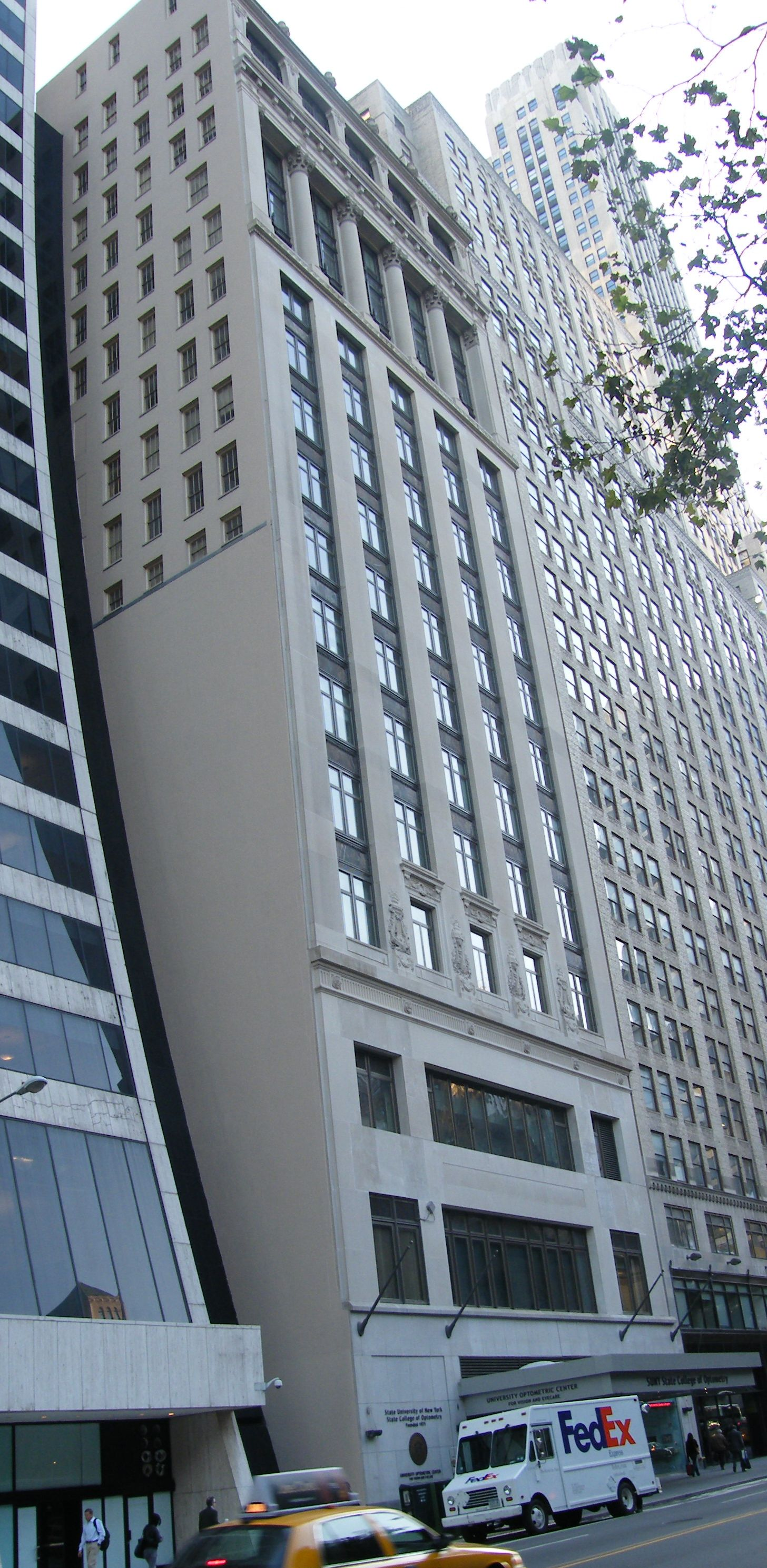
Aeolian Building

Die Aeolian Hall war eine Konzerthalle in der 42. Straße in Manhattan in New York. In ihr fanden von 1912 bis 1924 klassische Konzerte statt. Am 12. Februar 1924 wurde hier erstmals George Gershwins  Komposition Rhapsody in Blue aufgeführt.
Das von den Architekten Whitney Warren and Charles Wetmore entworfene Gebäude wurde 1912 fertiggestellt. Es ist 80 Meter hoch und hat 18 Etagen. Der Konzertsaal, der Platz für 1100 Zuschauer bot, befand sich im dritten Stock des Gebäudes.
Benannt ist die Konzerthalle nach der Aeolian Company, die Klaviere und Pianolas herstellte und 1912 mit ihrem Geschäft in den 18-stöckigen Neubau gezogen war. Die „New York Symphony Society“ entschied, ihre Auftritte zwischen der neuen Aeolian Hall und der Carnegie Hall aufzuteilen. 1924 beschloss man, statt in der Aeolian Hall künftig im gerade neu eröffneten „Mecca Auditorium“ aufzutreten.
Als die Aeolian Company ihre Geschäftsräume erneut wechselte, verkaufte sie das Gebäude an ein Warenhaus. Heute wird das Gebäude vom „State University College of Optometry“ genutzt. 
Koordinaten: 40° 45′ 15″ N, 73° 58′ 56″ W